# Остання сім'я
«Оста́ння сім'я́» (пол. Ostatnia rodzina) — польський драматичний фільм, знятий Яном П. Матушинським. Світова прем'єра стрічки відбулась 4 серпня 2016 року на Локарнському міжнародному кінофестивалі, а в Україні — 30 жовтня 2016 року на Київському міжнародному кінофестивалі «Молодість». Фільм розповідає про незвичні стосунки між художником Здзіславом Бексінським та його сином, музичним журналістом та перекладачем Томашем.

## У ролях
| Актор              | Роль                  |
| ------------------ | --------------------- |
| Анджей Северин     | Здзіслав Бексінський  |
| Давид Огродник     | Томаш Бексінськи      |
| Александра Конечна | Зофья Бексінська      |
| Анджей Хира        | Пйотр Дмоховський     |
| Зофья Перчиньська  | Станіслава Бексінська |
| Данута Нагорна     | Станіслава Станкевич  |

## Визнання
| Нагороди та номінації фільму «Остання сім'я» | Нагороди та номінації фільму «Остання сім'я» | Нагороди та номінації фільму «Остання сім'я» | Нагороди та номінації фільму «Остання сім'я» | Нагороди та номінації фільму «Остання сім'я» | Нагороди та номінації фільму «Остання сім'я» |
| Рік                                          | Кінопремія / Кінофестиваль                   | Категорія / Нагорода                         | Номінант                                     | Результат                                    |                                              |
| -------------------------------------------- | -------------------------------------------- | -------------------------------------------- | -------------------------------------------- | -------------------------------------------- | -------------------------------------------- |
| 2016                                         | Міжнародний кінофестиваль у Локарно          | «Золотий леопард» за найкращий фільм         | «Остання сім'я»                              | Номінація                                    |                                              |
| 2016                                         | Міжнародний кінофестиваль у Локарно          | Найкращий актор                              | Анджей Северин                               | Перемога                                     |                                              |
| 2016                                         | Чиказький міжнародний кінофестиваль          | Найкращий фільм                              | «Остання сім'я»                              | Номінація                                    |                                              |
| 2016                                         | Кінофестиваль у Гдині                        | «Золотий лев» за найкращий фільм             | «Остання сім'я»                              | Перемога                                     |                                              |
| 2016                                         | Кінофестиваль у Гдині                        | Найкращий актор                              | Анджей Северин                               | Перемога                                     |                                              |
| 2016                                         | Кінофестиваль у Гдині                        | Найкраща акторка                             | Александра Конечна                           | Перемога                                     |                                              |
| 2016                                         | Кінофестиваль у Гдині                        | Приз глядацьких симпатій                     | «Остання сім'я»                              | Перемога                                     |                                              |